# Kortessem
Kortessem là một đô thị ở tỉnh Limburg gần Hasselt. Tại thời điểm ngày 1 tháng 1 năm 2006,  Kortessem có tổng dân số 8.074 người. Tổng diện tích là 33,90 km² với mật độ dân số 238 người trên mỗi km².